# Cows with guns
Cows with guns (Engels voor: koeien met pistolen) is een animatiefilm die door de Noorse animatiekunstenaar Bjørn Magne Stuestøl is gemaakt voor de Partij voor de Dieren, en die tijdens de campagne voor de Europese verkiezingen van 10 juni 2004 op de televisie werd uitgezonden.
De animatie gaat over een intelligente koe, die zich niet neerlegt bij haar slachtofferrol in de bio-industrie, maar zich letterlijk wapent, met enkele van haar lotgenoten. Het verzet is echter tevergeefs, want de mensen met hun tanks en raketten zijn sterker dan wat gewapende koeien, en de koeien worden ingesloten. Chickens in choppers (Engels voor kippen in helikopters, de alliteratie gaat in de vertaling verloren) komen de koeien te hulp.
De tekst van het lied van de animatie staat als bijlage in het boek De eeuw van het dier van Marianne Thieme.